# Корнелиус (Орегон)
Корнелиус — город в округе Вашингтон штата Орегон. Город расположен в агломерации Портленда между Форест-Гров на западе и Хилсборо на востоке. Корнелиус официально получил статус города в 1893 году и был назван в честь своего основателя Томаса Корнелиуса.

## История
В 1845 году Бенджамин Корнелиус эмигрировал в Орегон со своей семьей. В том же году Бенджамин Такер и Соломон Эмерик основали фермы на этой земле, которые получили название "Свободные сады".
В 1871 году сын Бенджамина Корнелиуса Томас Корнелиус узнал, что железную дорогу Орегона и Калифорнии планируют продлить прямо через Свободные сады. После земельных споров железную дорогу решили провести через другой город, который позже должен был стать центром округа Вашингтон.
Новую железную дорогу проложили мимо Свободных садов в 1871 году, и Томас Корнелиус увидел возможность извлечь выгоду из этого. Он оставил свою ферму и построил новый дом, а также склад и магазин рядом с железной дорогой, поэтому местные фермеры стали хранить и продавать свои товары именно там. Кроме того, Корнелиус построил маслобойню и две лесопилки, а также помог построить первую школу и церковь.
В 1893 году Свободные сады получили официальный статус города и переименованы в "Корнелиус" в честь человека Томаса Корнелиуса. Публичная библиотека Корнелиуса была основана в 1912 году.

## Демография
По данным переписи населения 2010 года в городе проживало 11 869 человек. Плотность населения составляла 2 280 человек на км². Расовый состав города составлял 64,0% белых, 1,2% афроамериканцев, 1,3% коренных американцев, 2,2% азиатов, 0,1% жителей тихоокеанских островов, 27,2% представителей других рас и 4,0% представителей двух или более рас. Испаноязычные составляли 50,1% населения независимо от расы.
Средний возраст жителей города составил 30,4 года.

## Транспорт
Автобусы компании TriMet соединяют город с Форест-Гров на западе и с Хилсборо и Бивертоном на востоке. Корнелиус также связан с Metropolitan Area Express в Хиллсборо.
Аэропорт, обслуживающий город Корнелиус, - аэропорт Скайпорт.